# Трубников, Андрей Вадимович
Андре́й Вади́мович Тру́бников (8 февраля 1959, Ташкент — 7 января 2021, Московская область) — российский бизнесмен. Владелец компании «Первое решение». Основатель брендов «Рецепты бабушки Агафьи» и Natura Siberica. Создатель крупнейшей российской марки органической косметики.

## Биография

### Ранняя биография
Андрей Трубников родился в Ташкенте в 1959 году (по другим источникам — в 1960). По собственным словам, в детстве мечтал стать поваром. В 1977 году поступил в МГИМО на факультет международных экономических отношений, но, по собственному признанию, диплом об окончании ВУЗа получил лишь в 1989 году.
В молодости, по его же словам, Трубников не думал о предпринимательской деятельности: он хотел работать в КГБ, для чего изучал испанский и сербохорватский язык. Однако отбор в органы государственной безопасности не прошёл. Получить дипломатическую должность в системе МИД Трубников также не смог из-за плохой репутации: был дважды разведён, имел проблемы с алкоголем, с законом, долго получал профильное образование. Впрочем, и сам не особо стремился работать на государственной службе: был уверен, что не справится с работой по специальности.

### Первые шаги в бизнесе
Первые шаги в предпринимательской деятельности Трубников сделал в 1992 году, основав бизнес по продаже в России импортируемого алкоголя. В 1998 году из-за разразившегося экономического кризиса Трубников разорился, и чтобы отдать долги даже был вынужден продать квартиру и жить в «хрущёвке». Из личных накоплений у него остались только 5000 $, вырученных от продажи автомобиля «Волга». После финансового краха своего начинания он, по воспоминаниям, впал в депрессию и начал злоупотреблять алкоголем.
После неудачи Андрей Вадимович решил организовать дело по продаже живых кур. Однако жена подтолкнула его к другой идее: она пожаловалась на то, что гель для мытья посуды стоит очень дорого. Тогда Трубников решил «добыть» состав необходимой жидкости. По его словам, формулу он купил у сотрудницы института бытовой химии. Как вспоминал потом сам бизнесмен:
Она сказала: «Формула состоит из чего: надо взять сульфоэтоксилат (5%), добавить отдушку (0,5%) и налить туда формалина». Я говорю: «Это всё? Это за пять тысяч долларов вся формула?». Она говорит: «Да, а что ты хотел? Ты деньги заплатил — теперь проваливай отсюда».
Первые образцы жидкости для мытья посуды были сделаны в подвале. Андрей и его знакомый сирийского происхождения Юсеф Ватфа Хамед начали разливать получившееся средство для мытья посуды по бутылочкам и продавать его. Продукцию под названием «Волшебница» реализовывала созданная Трубниковым и Хамедом компания «Фратти НВ». На начальном этапе не обошлось без мелких трудностей: так, крышки забивались во флаконы молотком из-за несовпадения с резьбой. Однако это не помешало бизнесменам получить прибыль: изначально вложенные в дело 5000 $ «превратились» в 200 000 $.

### «Бабушка Агафья» и Natura Siberica
В 2002 году Андрей Трубников основал компанию «Первое решение». Было придумано «лицо» марки — вымышленная травница из Сибири Агафья Тихоновна Ермакова. Маркетологи долгое время отговаривали бизнесмена от идеи размещать на упаковке косметической продукции портрет пожилой женщины, но Трубников решил не прислушиваться к их советам, и сделал всё так, как планировал. В итоге риск оправдался: бренд стал узнаваемым. Многие покупатели отправляли в компанию письма на имя «Бабушки Агафьи», думая, что это реальный человек. Продукция пользовалась спросом благодаря низкой стоимости. Позже Трубников жалел, что сделал свою продукцию слишком дешёвой, хотя и понимал, что пробился на рынок именно за счёт выгодной для покупателя цены.
В 2008 году Трубников зарегистрировал Natura Siberica — торговую марку органической косметики. В отличие от «Рецептов бабушки Агафьи» это был уже более дорогой бренд. Компания «Натура Сиберика» производила шампуни, кремы и гели для душа. Делая упор на эту торговую марку, предприниматель рисковал: в конце 2000-х годов российский рынок «органики» был ещё слабо изучен. Однако и этот бренд нашёл свою нишу на рынке.
В 2012 году компания Natura Siberica начала выход на международный рынок. Продукция продавалась в 60 странах мира. Впрочем, именно Россия всегда оставалась для компании главным рынком сбыта (80 %), несмотря на желание Трубникова добиться показателя хотя бы в 50 % экспорта. Продукцию Natura Siberica приобретали российские «гиганты» розничной торговли: «Пятёрочка», «Ашан» и «Магнит».
В 2013 году у двух компаний Трубникова («Первое решение» и «Натура Сиберика») была уже внушительная прибыль — почти 6 миллиардов рублей. В том же году предприниматель начал приобретать землю в Хакасии, на Сахалине и Камчатке, а также в Эстонии для строительства ферм, чтобы взять под контроль первый цикл создания органической продукции — используемых в косметике трав.
В 2014 году компания Трубникова пережила серьёзный кризис, однако справилась с экономическими трудностями за счёт бюджетного сегмента продукции «Бабушка Агафья». Кроме того, были созданы другие линии недорогой продукции. Новая стратегия, по оценкам Андрея Вадимовича, должна была на 20 % увеличить выручку в 2015 году.

### Последний год жизни
В 2020 году Natura Siberica столкнулась с кризисом из-за пандемии COVID-19. Заболевание перенёс и сам основатель бренда. Продажи продукции Natura Siberica упали на треть. Многие сотрудники были переведены на удалённую работу или были уволены. Глава компании пытался подстроиться под новые реалии и наладить производство санитайзеров, но, по его собственному признанию, опоздал.
Проблемы усугубились после пожара в зданиях завода в Дмитрове 21 марта 2020 года. Фирма «Эн+ Рециклинг» (именно она сдавала помещения компаниям Трубникова) подала в суд на «Первое решение», оценив ущерб 4,5 миллиарда рублей. Эту сумму Трубников считал завышенной, но суд проиграл. В итоге, принадлежащие бизнесмену бренды были арестованы: он потерял возможность их перерегистрировать и избежать взыскания убытков. Впрочем, Трубникову всё же удалось это сделать, но за пределами России. Владельцем всех товарных знаков стала эстонская компания OU Good Design.
Однако решить все свои бизнес-проблемы Трубников так и не успел. Предприниматель ушёл из жизни 7 января 2021 года в возрасте 61 года.
Он умер в собственном доме в Московской области, по заключению врачей, от последствий хронических заболеваний.

## Стиль ведения бизнеса
«За каждым брендом должна стоять история, если её нет, то он сдохнет».
Андрей Трубников считал, что у любого бренда должна быть история. Бизнесмен пытался создать для потребителя «сказку». Предприниматель и его помощники долго трудились над созданием образа сибирской травницы Бабушки Агафьи и слоганами о традициях Сибири. Именно «уникальное сибирское происхождение» продукции, по мнению эксперта по брендингу Риты Клифтон, и стало причиной успеха компании Трубникова.
Предприниматель старался подстраиваться под малообеспеченного потребителя, учитывая невысокие доходы многих граждан России. Спокойно относился к попыткам более мелких производителей «скопировать» бренд, считая это комплиментом. Бизнесмен делал упор на маркетинг, любил необычную и привлекательную упаковку. Способом остаться на плаву в кризисные периоды бизнесмен считал выпуск большого количества наименований товаров. Фирменным «почерком» Трубникова была быстрая поставка новинок на рынок при игнорировании интернет-торговли и телевизионной рекламы. Предприниматель делал ставку на «сарафанное радио».
Журналисты называли Трубникова фриком. Узнаваемыми чертами бизнесмена были специфическая внешность и стремление говорить прямо, не стесняясь использовать обсценную лексику. Однако главная часть образа Трубникова — необычный амулет в виде жабы. Земноводное, по словам Трубникова, было настоящим. Позже у Трубникова появился и новый символ — коготь медведя.

## Отзывы

### Оценки деятельности и признание
Эксперты называли Андрея Трубникова одним из самых влиятельных и успешных российских бизнесменов. Корреспондент издания «Коммерсантъ» Динара Мамедова отмечала, что предпринимателю удалось создать самую крупную в России марку органической косметики. Согласно оценке издания РБК, Трубников «захватил» российский рынок недорогих косметических средств.
Отмечался и международный успех созданной бизнесменом компании. Корреспондент газеты The New York Times Эндрю Крамер обратил внимание на тот факт, что бренд Natura Siberica вышел на международный уровень. Эксперты издания Esquire охарактеризовали компанию Трубникова как «мощную бьюти-корпорацию международного масштаба».
В 2016 году Андрей Трубников был номинирован на Премию РБК в номинации «Предприниматель».

### Критика
Компания Трубникова критиковалась за включение в состав продукции пантокрина из рогов оленей. Для его получения необходимо проводить болезненные процедуры с животными.
Андрей Трубников плохо разбирался в химии и технологии производства, не проводил исследование рынка, выводил большое количество наименований товаров и при этом далеко не всегда доводил проекты до конца.
Бизнесмен признавался, что подчинённые и партнёры его называли «самодуром». Он мог быстро поменять стратегию, и далеко не всех подчинённых устраивала высокая скорость работы. Кроме того, Трубников имел привычку кричать на работников. Предприниматель запросто мог уволить весь персонал, невзирая на дальнейший простой. Однажды он лишил работы абсолютно всех сотрудников одного из магазинов за лежащие на прилавке плесневелые мандарины.

## Личная жизнь
Трубников был женат три раза, у него трое детей.
Первая жена Трубникова Ирина Юрьевна, финансовый директор и совладелец ООО «Первое решение». Их сын Дмитрий увлекается созданием компьютерных игр. У него собственная фирма. Старшая дочь, Екатерина, живёт в Японии.
Вторая жена — Оксана Трубникова. Младшая дочь, Елизавета, работает в фирме отца.
Третья жена — Анастасия.
Трубников не считал нужным передавать детям свой бизнес и даже оставлять им наследство. Предприниматель отмечал, что предпочитает находиться «ближе к природе». Именно по этой причине Трубников приобрёл дом в глубинке — подальше от крупных городов. В последние годы жизни бизнесмен проживал в доме в глухом Подмосковье.
Андрей Трубников серьёзно увлекался автомобилями. В коллекции владельца компании «Первое решение» было около десяти машин, включая Rolls-Royce, Maybach, Ferrari. Также предприниматель интересовался экзотическими животными и не боялся держать у себя в доме даже представителей опасных для человека видов. Среди «домашних любимцев» Трубникова были змеи, африканские лягушки-быки, крылатки, мурены и гуаса.